# 博瓦 (雷焦卡拉布里亚广域市)

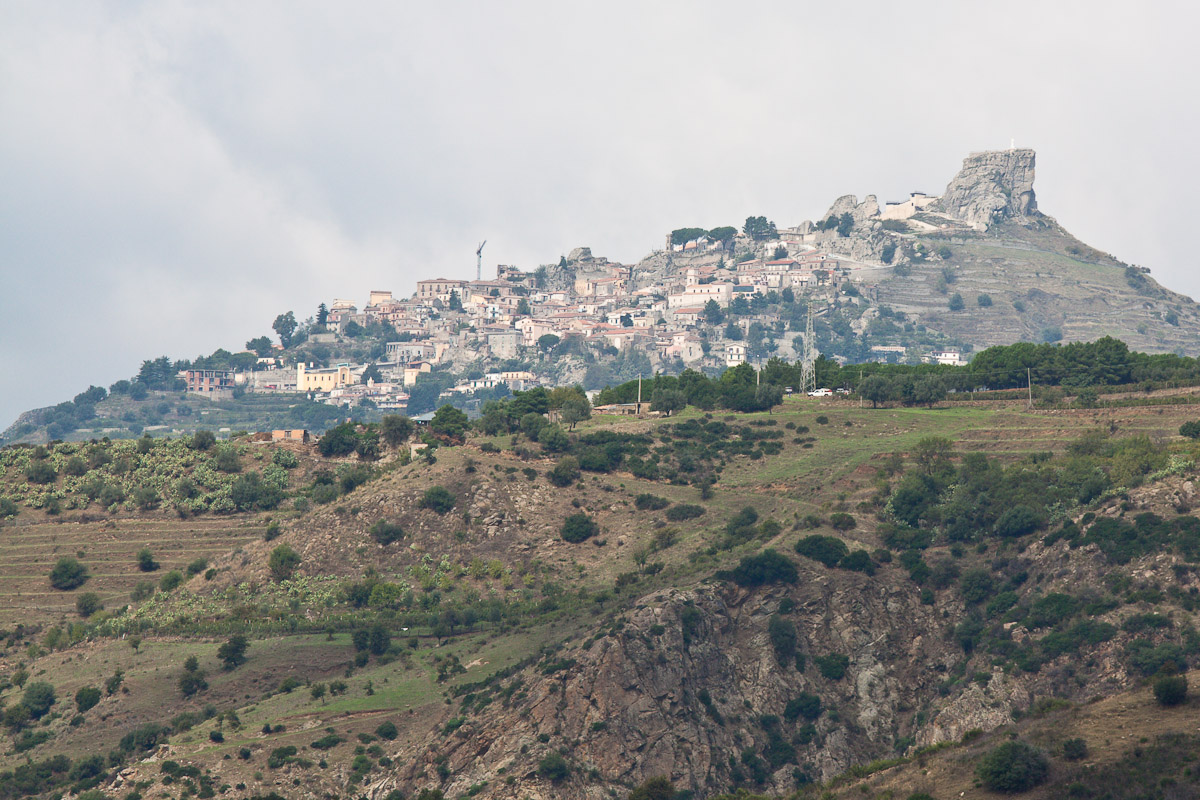
全景图

博瓦（義大利語：Bova）是意大利卡拉布里亚大区雷焦卡拉布里亞廣域市的市镇。面积为46.9平方公里，人口数量为461人（2007年）。